# Requiem (Mozart)
Tác phẩm Requiem được Wolfgang Amadeus Mozart sáng tác ở cung Re thứ (K. 626) trong năm 1791. Nó là tác phẩm cuối cùng và có thể được xem là một trong những tác phẩm mạnh mẽ và tiêu biểu nhất của ông.

## Sáng tác
Vào mùa hè năm 1791, cuộc sống của Mozart trở nên đầy đủ, hạnh phúc và bận rộn. Tình trạng tài chính trở nên khả quan là do có nhiều ủy nhiệm sáng tác và thu chi ổn định hợp lý. Người bạn Emanuel Schikaneder của ông đã ủy nhiệm vở ôpêra Die Zauberflöte, và vào tháng Bảy một ủy nhiệm đến từ Praha cho một vở ôpêra, nhân dịp lễ đăng quang của vua Leopold II - quốc vương của Bohemia - kết quả là vở La clemenza di Tito được sáng tác.
Rồi có một ủy nhiệm khác đến vào mùa hè, giống như chuyện huyền thoại. Một nhân vật lạ mặt giấu tên tiếp xúc với Mozart về việc viết Bộ lễ "Requiem". Mozart không thể nhận biết nguồn gốc là ai đã ủy nhiệm. Vì ông quá bận rộn với những công việc khác, ông không thể khởi sự "Requiem" cho đến tháng Chín.
Đến tháng Mười, ông bắt đầu than phiền về tình trạng sức khỏe, vào ngày 20 tháng 11, một cơn bệnh khốc liệt đã bắt đầu, gây ra chứng sốt cao, nôn mửa và thân thể phù nề. Bị quấy rầy bởi những chuyến viếng thăm của người lạ mặt đốc thúc việc biên soạn "Requiem", Mozart trở nên bị ám ảnh rằng ông đang viết cho bộ lễ cầu hồn cho chính mình. Hai tuần lễ trước ngày qua đời, Mozart bỏ dang dở công việc mà ông đang thực hiện với người trợ lý, Sussmayr. Một ngày trước khi ông chết, ông được nghe người ta đọc bản văn "Requiem" với thân nhân và bạn hữu. Tác phẩm chưa viết xong, nhưng bản dự thảo đã được hoàn thành. Bài ca nhập lễ và Kinh thương xót đã được viết đầy đủ, và hầu hết phần khác mới chỉ là dàn ý, ngoại trừ đoạn quan trọng "Lacrimosa", Mozart mới viết được duy nhất tám ô nhịp đầu tiên.
Sussmayr đã hoàn thành tác phẩm "Requiem", K.626, sau cái chết của thân chủ. Buổi trình diễn đầy đủ đầu tiên của Bộ lễ này được thực hiện vào ngày 2 tháng 1 năm 1793, mười ba tháng kể từ khi Mozart qua đời, đem lại thu nhập cho vợ ông, phu nhân Constanze. Tổng phổ viết cho hai kèn horn trầm, hai kèn bassoon, ba kèn trombone, hai kèn trumpet, timpani, đại phong cầm và khối đàn dây. Vắng tiếng kèn flute và oboe, cho nên âm thanh hơi đượm vẻ âm u. Phần thanh nhạc bao gồm bốn giọng đơn ca và bốn bè hợp xướng.

## Lời

### Nguyên vănLatinh

#### Introitus
Requiem

(Chorus)
Requiem aeternam dona eis, Domine,
et lux perpetua luceat eis.
(Soprano)
Te decet hymnus, Deus, in Sion,
et tibi reddetur votum in Jerusalem.
(Choir)
Exaudi orationem meam,
ad te omnis caro veniet.
Requiem aeternam dona eis, Domine,
et lux perpetua luceat eis.
Kyrie

Kyrie eleison.
Christe eleison.
Kyrie eleison.

#### Ca Tiếp Liên
Dies Irae

Dies irae, dies illa
Solvet saeclum in favilla,
Teste David cum Sibylla.
Quantus tremor est futurus
Quando judex est venturus
Cuncta stricte discussurus.
Tuba Mirum

(Bass)
Tuba mirum spargens sonum
Per sepulcra regionum
Coget omnes ante thronum.
(Tenor)
Mors stupebit et natura
Cum resurget creatura
Judicanti responsura.
Liber scriptus proferetur
In quo totum continetur,
Unde mundus judicetur.
(Contralto)
Judex ergo cum sedebit
Quidquid latet apparebit,
Nil inultum remanebit.
(Soprano)
Quid sum miser tunc dicturus,
Quem patronum rogaturus,
Cum vix justus sit securus?
(All Soloists)
Cum vix justus sit securus?
Rex Tremendae

Rex tremendae majestatis,
Qui salvandos salvas gratis,
Salve me, fons pietatis.
Recordare

(Soloists)
Recordare, Jesu pie,
Quod sum causa tuae viae,
Ne me perdas ilia die.
Quaerens me sedisti lassus,
Redemisti crucem passus,
Tamus labor non sit cassus.
Juste judex ultionis
Donum fac remissionis
Ante diem rationis.
Ingemisco tanquam reus,
Culpa rubet vultus meus,
Supplicanti parce, Deus.
Qui Mariam absolvisti
Et latronem exaudisti,
Mihi quoque spem dedisti.
Preces meae non sum dignae,
Sed tu bonus fac benigne,
Ne perenni cremet igne.
Inter oves locum praesta,
Et ab haedis me sequestra,
Statuens in parte dextra.
Confutatis

Confutatis maledictis
Flammis acribus addictis,
Voca me cum benedictis.
Oro supplex et acclinis,
Cor contritum quasi cinis,
Gere curam mei finis.
Lacrimosa

Lacrimosa dies ilia
Qua resurget ex favilla
Judicandus homo reus.
Huic ergo parce, Deus,
Pie Jesu Domine,
Dona eis requiem.

#### Ca Tiến Lễ
Domine Jesu:
Domine, Jesu Christe, Rex gloriae,
libera animas omnium fidelium defunctorum
de poenis inferni, et de profundo lacu:
libera eas de ore leonis,
ne absorbeat eas tartarus, ne cadant in obscurum,
(Soloists)
Sed signifer sanctus Michael
repraesentet eas in lucem sanctam,
(Choir)
Quam olim Abrahae promisisti
et semini ejus.
Hostias

Hostias et preces, tibi, Domine,
laudis offerimus:
tu suscipe pro animabus illis,
quarum hodie memoriam facimus:
fac eas, Domine, de morte Iransire ad vitam,
quam olim Abrahae promisisti
et semini ejus.

#### Sanctus
Sanctus, Sanctus, Sanctus,
Dominus Deus Sabaoth!
Pleni suni coeli et terra gloria tua.
Osanna in excelsis.

#### Benedictus
(Soloists)
Benedictus qui venit in nomine Domini.
(Choir)
Osanna in excelsis.

#### Agnus Dei
Agnus Dei, qui tollis peccata mundi, dona eis requiem.
Agnus Dei, qui tollis peccata mundi, dona eis requiem sempiternam.

#### Ca Hiệp Lễ
Lux Aeterna

(Contralto, then the Choir)
Lux aeterna luceat eis, Domine,
cum sanctis mis in aeternum,
quia pius es.
(Choir)
Requiem aeternam dona eis, Domine,
et lux perpetua luceat eis,
cum santis tuis in aeternum,
quia plus es.

### Bản dịch tiếng Việt

#### Ca Nhập Lễ
Requiem
Adagio
(Hợp xướng phức điệu)
Lạy Chúa, xin cho các linh hồn được nghỉ yên muôn đời
và được hưởng ánh sáng ngàn thu.
(Đơn ca nữ cao)
Từ núi Sion, chúng con ca tụng Chúa.
Trong đền Jerusalem phải dâng lễ vật tiến Chúa,
(Hợp xướng hòa điệu)
Xin nghe lời chúng con cầu,
xin cho mọi người được về cùng Chúa.
Lạy Chúa, xin cho các linh hồn được nghỉ yên muôn đời
và được hưởng ánh sáng ngàn thu.
Kyrie
Allegro
(Hợp xướng phức điệu)
Xin Chúa thương xót chúng con,
Xin Chúa Kitô thương xót chúng con,
Xin Chúa thương xót chúng con.

#### Ca tiếp liên
Dies Irae
Allegro assai
(Hợp xướng hòa điệu)
Ngày ấy, ngày nổi giận
Ngày vũ trụ nát ra tro,
Theo lời David và Sibylla.
Ôi hãi hùng kinh khiếp
Khi Đấng Thẩm phán đến,
Xét xử rất nghiêm ngặt!
Tuba Mirum
Andante
(Đơn ca nam trầm)
Tiếng loa vọng sửng sốt.
Trên mồ mả khắp miền.
Bắt tựu trước Thẩm phán.
(Đơn ca nam cao)
Sự chết và tạo vật kinh hoàng.
Khi thụ sinh trỗi dậy
Trả lời Đấng Thẩm phán.
Cuốn sách sẽ mở ra
Trong đó ghi chép cả,
Trần gian cứ đó bị xét xử.
(Đơn ca nữ trầm)
Khi Thẩm phán ngự tòa,
Mọi bí ẩn sẽ lộ ra.
Không chi không bị phạt.
(Đơn ca nữ cao)
Khốn chưa, tôi biết nói gì?
Kẻ lành còn chưa đứng vững.
(Tứ ca)
Biết kêu cầu ai bảo trợ?
Rex Tremendae
Grave
(Hợp xướng hòa điệu và chủ điệu)
Lạy Vua Cả oai nghi kính sợ.
Là Đấng cứu kẻ phải cứu
Xin cứu con, hỡi nguồn nhân ái!
Recordare
Andante
(Tứ ca)
Ôi Giêsu nhân ái!
Xin nhớ vì con,
Chúa đã ra đời,
Xin đừng hủy diệt con trong ngày ấy.
Chúa tìm con,
Chúa ngồi mệt nhọc,
để cứu con, Chúa đã chịu tử hình,
Xin đừng uổng phí công lênh ấy?
Lạy Thẩm phán xét phạt chí công,
Xin ban ơn tha thứ tội khiên,
Trước ngày con phải thẩm vấn.
Con rên như tội nhân,
Tội làm con đỏ mặt,
Dám trông Chúa nhận lời,
Nhiêu dung cho kẻ nài xin.
Chúa đã tha cho Mađalêna,
Đã nhận lời người trộm thống hối,
Xin cho con được lòng trông cậy.
Lời nguyện cầu tuy không xứng đáng,
Nhưng Chúa rất nhân từ bao dung,
Đừng để con phải lửa hình thiêu đốt.
Xin đặt con giữa đoàn chiên,
Và biệt con khỏi bầy dê,
Cho con đứng bên phải Chúa.
Confutatis
Andante
(Hợp xướng)
Sau khi phạt lũ người vô phúc,
bị thiêu trong lửa rực muôn đời,
Xin gọi con vào sổ hồng phúc.
Con sấp mình kêu van tha thiết,
Lòng thống hối tan nát như tro,
Xin giúp con trong giờ sau hết.
Lacrimosa
Larghetto
(Hợp xướng hòa điệu)
Ôi ngày ấy đầy nước mắt.
Ngày tội nhân từ trong tro bụi.
Sẽ sống lại để chịu phán xét.
Xin Chúa thứ tha.
Lạy Giêsu lân tuất!
Xin cho các linh hồn,
được an nghỉ muôn đời.

#### Ca dâng lễ
Domine Jesu
Andante
(Hợp xướng hòa điệu)
Lạy Chúa Giêsu Kitô, Vua vinh hiển,
xin cứu các linh hồn mọi tín hữu đã lìa trần,
được thoát hình khổ hỏa ngục,
thoát vực sâu vô tận. Xin cứu họ thoát miệng sư tử,
dừng để họ bị vùi dập trong vực thẳm,
đừng để họ sa chốn tối tăm,
Domine, Jesu Christe, Rex gloriae,
libera animas omniurn fidelium defunctorum
de poenis inferni, et de profundo lacu:
libera cas de ore leonis,
ne absorbeat eas tartarus, ne cadant in obscurum,
(Tứ ca)
Nhưng xin cho thánh Micae cầm cờ
đưa họ về ánh sáng,
(Hợp xướng phức điệu)
Ánh sáng Chúa đã hứa cho Abraham
và con cháu Người.
Hostias

(Hợp xướng hòa điệu) Larghetto
Xin Chúa nhận lễ vật
và lời ca tụng chúng con dâng,
để chỉ cho những linh hồn mà hôn nay chúng con cầu nguyện.
Xin cho họ từ cõi chết trở về nguồn sống.
(Hợp xướng hòa điệu) Andante
Nguồn sống Chúa đã hứa cho Abraham
và con cháu Người.

#### Thánh, Thánh
Adagio
(Hợp xướng phức điệu)
Thánh, Thánh, Thánh,
Chúa là Thiên Chúa các đạo binh,
trời đất đầy vinh quang Chúa.
Hoan hô Chúa trên các tầng trời.

#### Chúc tụng
Andante
(Tứ ca)
Chúc tụng Đấng nhân danh Chúa mà đến.
(Hợp xướng phức điệu)
Hoan hô Chúa trên các tầng trời.

#### Chiên Thiên Chúa
Larghetto
(Hợp xướng hòa điệu)
Lạy Chiên Thiên Chúa, Đấng xóa tội trần gian:
xin cho các linh hồn được nghỉ yên.
Lạy Chiên Thiên Chúa, Đấng xóa tội trần gian:
xin cho các linh hồn được nghỉ yên muôn đời.

#### Hiệp lễ
Lux Aeterna

Adagio
(Đơn ca nữ cao, và hợp xướng chủ điệu)
Lạy Chúa, xin chiếu ánh sáng đời đời cho các linh hồn ấy
cùng với các thánh trên chốn đời đời,
vì Chúa là Đấng hay thương xót.
(Hợp xướng phức điệu)
Lạy Chúa, xin cho các linh hồn được nghỉ yên muôn đời
và được hưởng ánh sáng ngàn thu.
Allegro
(Hợp xướng phức điệu)
Xin chiếu ánh sáng đời đời cho các linh hồn ấy
cùng với các thánh trên chốn đời đời,
vì Chúa là Đấng hay thương xót.